# Eiglera flavida
Eiglera flavida är en lavart som först beskrevs av Hepp, och fick sitt nu gällande namn av Hafellner. Eiglera flavida ingår i släktet Eiglera och familjen Hymeneliaceae.  Arten är reproducerande i Sverige. Inga underarter finns listade i Catalogue of Life.